# The Game (альбом Queen)
«The Game» (укр. «Гра») — восьмий студійний альбом британського рок-гурту «Queen», що вийшов 30 червня 1980 року на «EMI Records» у Великій Британії і на «Elektra Records» в США. За звучанням «The Game» відрізняється від свого попередника, альбому «Jazz» (1978). «The Game» став першим альбомом «Queen», де використовувався синтезатор («Oberheim OB-X»). Пісні «Crazy Little Thing Called Love», «Sail Away Sweet Sister», «Coming Soon» і «Save Me» були записані з червня по липень 1979 року. Інші пісні були записані в період з лютого по травень 1980 року.
Маючи схвальні відгуки критиків і комерційний успіх, «The Game» став єдиним альбомом «Queen», який досяг №1 в США, і став найпродаванішим студійним альбомом гурту в США, з чотирма мільйонами проданих копій на сьогоднішній день, що можна порівняти з числом продажів у США альбому «News of the World». За оцінками, було продано ще 4 мільйони копій в інших країнах, загальні продажі в усьому світі складають понад 9 мільйонів копій. Найвідомішими піснями альбому стали бас-керована «Another One Bites the Dust» і рокабілі «Crazy Little Thing Called Love», обидві з яких досягли №1 в США. Альбом був перевиданий у травні 2003 року на DVD-Audio з об'ємним звуком Dolby 5.1 і DTS 5.1. У 5.1-міксі пісні «Coming Soon» була альтернативна мінусівка, тому що фінальні майстер-стрічки не знайшли при мікшуванні альбому до 5.1. «The Game» став першим альбомом «Queen», записаним в цифровому форматі.

## Композиції

### Сторона «А»
Play the Game
«Play the Game» написав Фредді Мерк'юрі. Пісня вийшла як сингл у 1980 році, досягнувши №14 у Великій Британії і №42 в США. Її виконували наживо з 1980 по 1982 рік.
Dragon Attack
«Dragon Attack» написав Браян Мей. Пісня була «живим фаворитом», її виконували на концертах з 1980 по 1985 рік, нещодавно «Queen» включили пісню до своїх сет-листів під час гастролів Адамом Ламбертом. Вона вийшла на Б-стороні британського релізу синглу з «Another One Bites The Dust». Два ремікси до пісні повинні були з'явитися у альбомі-збірці «BASIC Queen Bootlegs» у 1992 році, випуск якого був скасований. Перший ремікс, створений Джеком Бенсоном і R. A. K., був представлений як бонус-трек у перевиданні альбому «The Game» 1991 року. Другий ремікс був інструментальним, створений Дейвом Огілві.
Another One Bites the Dust
«Another One Bites the Dust» написав Джон Дікон. Композиція знана як фанк-пісня, вийшла як сингл за пропозицією американського співака Майкла Джексона, який був великим шанувальником гурту і часто бачив їх на концертах, коли вони приїжджали в Лос-Анджелес. «Another One Bites the Dust» мала світовий успіх, досягнувши №1 в Америці і багатьох інших країнах, а у Великій Британії вона досягла №7. Після успіху пісні «Queen» записали «Hot Space», який став ще більше диско-орієнтованим альбомом ніж цей. Вона вважається найпродаванішим синглом «Queen», було продано 7 мільйонів копій в усьому світі. Пісню виконували наживо з 1980 року до останнього туру з Мерк'юрі у 1986 році. Частину цієї пісні виконали під час попурі з піснями «Queen» гуртом «Extreme» на концерті присвяченому пам'яті Фредді Мерк'юрі у 1992 році.
Need Your Loving Tonight
«Need Your Loving Tonight» написав Дікон. Пісня вийшла як сингл в листопаді 1980 року, досягнувши #44 в США. Її також виконували нетривалий час під час «The Game Tour» на початку 1980-х років.
Crazy Little Thing Called Love
«Crazy Little Thing Called Love» написав Мерк'юрі під час відпочинку у ванні з бульбашками в готелі «Bayerischer Hof» в Мюнхені, де «Queen» зупинялися під час створення «The Game». В доповнення до гри на гітарі у записі, Мерк'юрі також грав на гітарі на концертах. Пісня досягла №2 у Великій Британії і посідала №1 в «Billboard Hot 100» в Сполучених Штатах протягом чотирьох тижнів поспіль. «Crazy Little Thing Called Love» також досягла №1 в Австралії, Канаді, Мексиці та Нідерландах. Багато артистів створили до пісні кавер-версії. «Crazy Little Thing Called Love» і «Another One Bites The Dust» були єдиними синглами «Queen», що досягли №1 у Сполучених Штатах.

### Сторона «Б»
Rock It (Prime Jive)
«Rock It (Prime Jive)» написав Роджер Тейлор. Пісня починається з того, що Мерк'юрі співає вступ, а потім Тейлор співає решту частини пісні. Пісню виконували наживо лише в Північній і Південній Америці, а також в Японії, під час «The Game Tour» і «Hot Space Tour» відповідно.
Don't Try Suicide
«Don't Try Suicide» написав Мерк'юрі, це третя і остання пісня Мерк'юрі в альбомі. Пісню ніколи не виконували наживо. Вона вийшла на Б-стороні американського релізу синглу з «Another One Bites the Dust». 1992 року ді-джей Muggs реміксував трек для включення до збірки «BASIC Queen Bootlegs», випуск якої пізніше скасували.
Sail Away Sweet Sister
«Sail Away Sweet Sister (To The Sister I Never Had)» написав Мей, він же виконав головний вокал. Перехід заспівав Мерк'юрі. Пісня була записана в червні/липні 1979 року. «Queen» ніколи не виконували її наживо, але її виконав гурт «Guns N' Roses». Пісня була семплована хіп-хоп-дуетом «Das EFX» у їхньому треку «Change» 1998 року з альбому «Generation EFX».
Пісня також увійшла до альбомів-збірок «Deep Cuts, Volume 2 (1977–1982)» і «Queen Forever».
Coming Soon
«Coming Soon» написав Тейлор. Мерк'юрі і Тейлор розділили між собою виконання головного вокалу. Написання пісні розпочали під час сесій альбому «Jazz».
Save Me
«Save Me» написав Мей, на її написання вплинув розрив відносин його друга з дружиною. Мей грав на більшості інструментів треку, включаючи акустичну та електричну гітари, піаніно і синтезатор. Пісню виконували наживо з 1979 по 1982 рік. Концертна версія пісні має короткий фортепіанний вступ, відсутній в студійній версії. Пісня досягла №11 в «UK Singles Chart».

## Обкладинка
Фотографія на обкладинці CD від «EMI» відрізняється від тієї, що спочатку використовувалася на LP і касетних релізах, хоча на CD від «Hollywood» все ще присутня оригінальна фотографія. На первинній фотографії Роджер Тейлор був зі складеними руками, а Браян Мей не тримав руку на своєму відкритому стегні. Альтернативну фотографію також використали на обкладинці альбому в бокс-сеті «The Crown Jewels», виданому у 1998 році, і на виданні альбому в форматі DTS DVD-Audio, що вийшов у 2003 році.

## Відгуки критиків
«Record Mirror» написали в сучасному огляді: «після „Zeppelin“ і навіть до „Scorpions“, „Queen“ — самий захопливий гурт, який я коли-небудь бачив або чув. І я впевнений, що всі шанувальники якісної музики погодяться». «Rolling Stone» відчував, що «приємно чути альбом „Queen“ з піснями, а не "гімнами"», але висловив думку, що «ці хлопці знають, як повинна звучати і відчуватися ця музика, але вони не можуть достатньо прогинатися, щоб з нею впоратися». «The Washington Post» дав різкий огляд, написавши: «після п'яти років нестримних, похмурих альбомів, це повинно було бути повернення „Queen“. Але такого успіху не було». Стів Тейлор, який писав для «Smash Hits», був настільки ж зневажливий, написавши «затиснуто між двома плитами звичайного симфонічного та/або хорового помпезного року „Queen“ [...] лежить абсолютно неоригінальна кукурудзяна начинка».
Читачі «Creem» проголосували за «The Game», давши йому сьоме місце серед найкращих альбомів 1980 року. На церемонії нагородження «Grammy Awards» у 1981 році «Queen і Райнгольд Мак були номіновані на «Продюсера року» (не класичного), а «Another One Bites the Dust» була номінована на «Найкраще вокальне рок-виконання дуетом або гуртом». «Queen» отримали номінацію «American Music Award» — «Поп/рок-гурт/гурт-фаворит», в той час як «Another One Bites the Dust» здобула нагороду «Поп/рок-сингл-фаворит».
У ретроспективному огляді Стівен Томас Ерлвайн із «AllMusic» сказав, що «диско-рокова суміш» альбому показала гурт, що «повернув від року до попу», «повернув до попу рішуче й безповоротно, і саме грандіозний за останнім словом техніки поп-альбом випуску 1980 року досі залишається одним із записів гурту, що приносить найбільше задоволення». Продовжуючи, «AllMusic» назве «The Game» «Queen» найкращим альбомом 1980-х. Івен Содлі з «PopMatters» назвав «The Game» «звичайним альбомом старого доброго року». У 2008 році журнал «Out» помістив альбом на 28 місце зі ста в опитуванні «понад 100 акторів, коміків, музикантів, письменників, критиків, виконавців, представників лейблу і ді-джеїв, кожного з яких попросили перерахувати 10 альбомів, які залишили самі незабутні враження у їхньому житті».

### Оцінки гурту
«Так, саме тоді ми стали пробувати те, що виходило для нас за рамки звичного. Крім того, у нас був новий (звуко)інженер в особі Мака та нове середовище в Мюнхені. Усе змінилося. Ми думали, що існує єдиний спосіб щось робити, наприклад, робити мінусівку. Ми просто робили, доки не виходило. Якщо траплялися місце, де тло було надто швидким чи повільним, ми переробляли його, доки все не буде, як треба. Деякі з наших старих мінусівок ми переробляли стільки разів, що вони стали надто жорсткими. Першим внеском Мака були слова: "Ну, вам не треба цього робити. Я вмонтую, щоб лягло. Якщо через півхвилини воно випаде, тоді ми відредагуємо й підемо далі, якщо ви триматиметеся темпу". Ми засміялися й сказали: "Не мели дурниць. Це неможливо зробити". Але насправді, це зробити можна. Виграшем є свіжість, бо часто багато мінусівок — перший пробіг. Це справді дуже допомогло. На тому альбомі було менше гітари, але так не буде завжди; то був тільки експеримент» — Браян Мей

## Список композицій
| Сторона «А» | Сторона «А»                      | Сторона «А»     | Сторона «А»     | Сторона «А» |
| #           | Назва                            | Автор           | Вокал           | Тривалість  |
| ----------- | -------------------------------- | --------------- | --------------- | ----------- |
| 1.          | «Play the Game»                  | Фредді Мерк'юрі | Фредді Мерк'юрі | 3:30        |
| 2.          | «Dragon Attack»                  | Браян Мей       | Фредді Мерк'юрі | 4:18        |
| 3.          | «Another One Bites the Dust»     | Джон Дікон      | Фредді Мерк'юрі | 3:35        |
| 4.          | «Need Your Loving Tonight»       | Джон Дікон      | Фредді Мерк'юрі | 2:50        |
| 5.          | «Crazy Little Thing Called Love» | Фредді Мерк'юрі | Фредді Мерк'юрі | 2:44        |

| Сторона «Б» | Сторона «Б»              | Сторона «Б»     | Сторона «Б»                     | Сторона «Б» |
| #           | Назва                    | Автор           | Вокал                           | Тривалість  |
| ----------- | ------------------------ | --------------- | ------------------------------- | ----------- |
| 6.          | «Rock It (Prime Jive)»   | Роджер Тейлор   | Роджер Тейлор і Фредді Мерк'юрі | 4:33        |
| 7.          | «Don't Try Suicide»      | Фредді Мерк'юрі | Фредді Мерк'юрі                 | 3:52        |
| 8.          | «Sail Away Sweet Sister» | Браян Мей       | Браян Мей і Фредді Мерк'юрі     | 3:33        |
| 9.          | «Coming Soon»            | Роджер Тейлор   | Фредді Мерк'юрі і Роджер Тейлор | 2:51        |
| 10.         | «Save Me»                | Браян Мей       | Фредді Мерк'юрі                 | 3:50        |

| Бонус-треки (1991 «Hollywood Records» CD перевидання) | Бонус-треки (1991 «Hollywood Records» CD перевидання)      | Бонус-треки (1991 «Hollywood Records» CD перевидання) |
| #                                                     | Назва                                                      | Тривалість                                            |
| ----------------------------------------------------- | ---------------------------------------------------------- | ----------------------------------------------------- |
| 11.                                                   | «Dragon Attack» (1991 бонус-ремікс R.A.K. і Джека Бенсона) | 4:23                                                  |

| 2011 бонус EP | 2011 бонус EP                                                     | 2011 бонус EP |
| #             | Назва                                                             | Тривалість    |
| ------------- | ----------------------------------------------------------------- | ------------- |
| 1.            | «Save Me» (виступ у Монреалі, листопад 1981)                      | 4:18          |
| 2.            | «A Human Body» (B-сторона)                                        | 3:44          |
| 3.            | «Sail Away Sweet Sister» (з одним вокалом, лютий 1980)            | 2:34          |
| 4.            | «It's a Beautiful Day» (оригінальна спонтанна ідея, квітень 1980) | 1:31          |
| 5.            | «Dragon Attack» (виступ у Milton Keynes, червень 1982)            | 5:15          |

| 2011 iTunes бонус-відео | 2011 iTunes бонус-відео                                        | 2011 iTunes бонус-відео |
| #                       | Назва                                                          | Тривалість              |
| ----------------------- | -------------------------------------------------------------- | ----------------------- |
| 6.                      | «Vocal Improv/Dragon Attack» (виступ у Morumbi Stadium, 1981)  |                         |
| 7.                      | «Save Me» (виступ у Seibu Lions, 1982)                         |                         |
| 8.                      | «Crazy Little Thing Called Love» («Saturday Night Live», 1980) |                         |

## Кліпи до альбому
1. «Play the Game» — перший кліп «Queen», в якому Фредді знімався з вусами. На задньому плані за сценою горить вогонь, який пару раз міняє колір — один з перших серйозних спецефектів гурту. Браян Мей грає не на своїй «Red Special».
2. «Another One Bites the Dust» — знятий у Далласі (США), в студії «Reunion», кліп імітує концертний виступ гурту.
3. «Crazy Little Thing Called Love» — Фредді (ще без вусів) пародує Елвіса Преслі. Рок-н-рольний образ пісні доповнений професійною підтанцьовкою і викоченим на сцену мотоциклом. Браян грає на «Fender Telecaster», який потім, спеціально для цієї пісні, буде взято на деякі концерти.
4. «Save Me» — «Queen» вперше використовують анімацію, в цьому випадку, в японському стилі. Сама дія відбувається на сцені.

## Учасники запису
Queen
- Фредді Мерк'юрі – головний вокал (всі треки), бек-вокал (всі треки), клавішні (1, 7, 8), акустична гітара (5)
- Браян Мей – електрогітара (всі треки), бек-вокал (1, 2, 4-8, 10), акустична гітара (7, 8, 10), клавішні (8, 10), головний вокал (8)
- Роджер Тейлор – ударні (всі треки), бек-вокал (всі, крім 3), електрогітара (6, 9), клавішні (6, 9), головний вокал (6)
- Джон Дікон – бас-гітара (всі треки), електрогітара (3), акустична гітара (4), клавішні (3)

Додатковий музикант
- Райнгольд Мак – клавішні (6)

Виробництво
- Райнгольд Мак – інженерінг, продюсування
- Джош Макрей – інженерінг, продюсування

## Чарти
| Чарт                           | Позиція (1980) |
| ------------------------------ | -------------- |
| Австрійський чарт альбомів     | 5              |
| Канадський чарт альбомів       | 1              |
| Нідерландський чарт альбомів   | 1              |
| Італійський чарт альбомів      | 10             |
| Японський чарт альбомів        | 5              |
| Новозеландський чарт альбомів  | 11             |
| Норвезький чарт альбомів       | 2              |
| Шведський чарт альбомів        | 7              |
| Британський чарт альбомів      | 1              |
| США (Billboard 200)            | 1              |
| Західнонімецький чарт альбомів | 2              |

| Чарт                       | Позиція (1980) |
| -------------------------- | -------------- |
| Австрійський чарт альбомів | 15             |
| Канадський чарт альбомів   | 14             |
| Італійський чарт альбомів  | 40             |
| Японський чарт альбомів    | 79             |
| Британський чарт альбомів  | 46             |
| Чарт                       | Позиція (1981) |
| Канадський чарт альбомів   | 44             |
| США (Billboard)            | 55             |

## Сертифікація
| Країна                                              | Сертифікація | Продано    |
| --------------------------------------------------- | ------------ | ---------- |
| Австрія (IFPI)                                      | Золото       | 25,000*    |
| Німеччина (BVMI)                                    | Золото       | 250,000^   |
| Нідерланди (NVPI)                                   | Золото       | 50,000^    |
| Польща (ZPAV) Перевидання лейблу Agora SA 2008 року | Платина      | 20,000*    |
| Велика Британія (BPI)                               | Золото       | 100,000^   |
| США (RIAA)                                          | 4×Платина    | 4,000,000^ |

- (*) Дані про продажі, засновані тільки на сертифікації
- (^) Дані про поставки, засновані тільки на сертифікації